# Siete Leguas (caballo)
Siete Leguas o El Siete Leguas fue el nombre del caballo favorito de Pancho Villa que le acompañó durante su última etapa de participación en la Revolución mexicana.
Aunque existen dudas sobre el sexo del equino de Pancho Villa, la mayoría de biógrafos de Pancho Villa apuntan a que ésta era una yegua, viniendo la confusión con un posible macho debido a la popularización de canciones con el descriptivo «el caballo de Pancho Villa» generando la duda.
Siete Leguas sobrevivió a su famoso propietario, que la obsequió al presidente mexicano Adolfo de la Huerta quien a su vez la regaló al general Lázaro Cárdenas, que tendría a la yegua en un rancho hasta el fallecimiento por vejez de la misma.

## Confusión sobre el sexo
Siete Leguas es descrita en un inicio como una «yegua de resistencia admirable, inusual en los equinos hembra» por parte del colaborador de Pancho Villa, el general Nicolás Fernández. También fuentes contemporáneas al equino indican que los oficiales cercanos a Villa apodaban a la yegua «La muñeca», por la belleza de esta.
Cuando Siete Leguas adquiere fama y es regalada a Adolfo de la Huerta, éste la exhibe en las caballerizas del Palacio Nacional del Distrito Federal y se suceden las notas de prensa sobre el animal exhibido, muchas de las cuales utilizan «yegua» y «caballo» indistintamente, comenzando la duda sobre el sexo del animal.
La mayor confusión que se ha generado en el acervo popular viene con la popularización de canciones sobre Pancho Villa que hablan del animal, con especial mención al corrido llamado «El corrido del Siete Leguas», que comienza con Siete Leguas el caballo, sirviendo para que popularmente se asuma que el equino era macho. Daniel Samper Pizano señala que en canciones originales y más cercanas en el tiempo al animal, se señalaba que era una yegua, siendo más tarde que se daría un problema prosódico al ser caballo una palabra de tres silabas, más fácilmente construible para los renglones de versos que el bisílabo yegua, que dejaría el renglón inacabado.

## Biografía
Siete Leguas nació en la Hacienda de Enrique Vega, vecino del Noroeste de Chihuahua presumiblemente en algún momento de 1913. Enrique Vega, admirador de José Doroteo Arango Arámbula, ya conocido como «Pancho Villa» y como «El Centauro del Norte», a quien regaló la yegua.
Siete Leguas, señalada en algunas fuentes con el nombre original de «La Muñeca», es descrita como criolla mexicana con un cruce fuerte «de árabe».
El nombre de Siete Leguas parece efectivamente posterior. Según la crónica biográfica de Pancho Villa, el nombre se lo daría a su yegua favorita en un episodio en el que tuvo que huir durante la etapa en la que le perseguían carrancistas y estadounidenses de John J. Pershing por el valle de Allende, habiendo recibido disparos de una patrulla de 3 soldados, descubrió que la yegua, que acaba de huir al galope la distancia que generalmente recorría un caballo en una jornada, siete leguas (entre 30 y 40 kilómetros según la región), mientras tenía una herida de bala en el pecho que estaba sangrado, nombrándola Villa desde ese momento como «Siete Leguas».
Tras la pacificación de Pancho Villa durante la presidencia de Adolfo de la Huerta y la cesión a Villa y a sus hombres de la Hacienda de Canutillo (en Durango), Villa regaló a Siete Leguas, ya un animal famoso en México, al presidente.
El presidente De la Huerta exhibió a la famosa equina en las caballerizas del Palacio Nacional de Ciudad de México donde muchas personas se acercaron a conocer al famoso transporte de Pancho Villa. Hacia el final de la presidencia de Adolfo de la Huerta, el general Lázaro Cárdenas se interesó por el animal, al que visitó en las caballerizas y poco después la recibió como regalo del presidente saliente, tras lo que la traslado a una finca de su propiedad.
Se sabe con certeza que el animal sobrevivió a Pancho Villa, que estaba viva hacia 1934, y probablemente falleciera entre 1940 y 1945, de edad avanzada.

## En la cultura popular
Según la historia novelada de Javier Ortega Urquidi titulada Siete Leguas, el origen de la yegua sería muy distinto, siendo propiedad de un mormón llamado Lemuel Spilsbury afincado en Colonia Juárez al que Villa y sus dorados sustrajeron varios caballos para la causa revolucionaria.